# Cayo Memio Régulo
Cayo o Gayo Memio Régulo (en latín: Gaius Memmius Regulus) fue un senador romano que vivió en el siglo I y desarrolló su cursus honorum bajo los reinados de Claudio y Nerón. Fue cónsul ordinario en 63 como colega de Lucio Verginio Rufo.

## Orígenes y familia
Régulo nació en la gens Memia, era hijo de Publio Memio Régulo, cónsul sufecto en el año 31, y Lolia Paulina, una mujer de gran belleza y considerable riqueza. Su abuelo, Publio Memio Régulo, se había casado con una mujer de Ruscino (actual Rosellón), en la provincia de Galia Narbonensis. Su madre era la segunda hija de Marco Lolio y la noble Volusia Saturnina.
Aunque el año de su nacimiento es incierto, Régulo nació durante la segunda mitad del reinado del emperador Tiberio. Su padre fue gobernador de Acaya en el año 35, y tanto el padre como el hijo fueron honrados con varias estatuas en esa región. En el año 38, el emperador Calígula obligó al anciano Publio Régulo y Paulina a divorciarse para poder casarse con ella. El emperador había quedado impresionado por los informes sobre la belleza de Paulina y los relatos de su abuela como una famosa belleza antes que ella; pero Calígula pronto se cansó de Paulina y se divorció de ella. Posteriormente fue cortejada por Claudio, pero cuando se casó con Agripina, la nueva emperatriz hizo que Paulina fuera exiliada y asesinada.

## Carrera política
Régulo fue nombrado cónsul ordinario en el año 63, durante el reinado de Nerón. Su colega fue Lucio Verginio Rufo. Sirvieron seis meses completos, desde las calendas de enero hasta las calendas de julio. El padre de Régulo había muerto dos años antes y no vivió para ver a su hijo alcanzar la cima de su carrera. Después de su consulado, Régulo se unió al sacerdocio de los Sodales Augustales, y más tarde a los Sodales Claudialium.